# Steve Perryman
Steve Perryman (nacido el 21 de diciembre de 1951) es un exfutbolista inglés que se desempeñaba como centrocampista.
Steve Perryman jugó para la selección de fútbol de Inglaterra.

## Trayectoria

### Clubes
| Club                 | País       | Año         |
| -------------------- | ---------- | ----------- |
| Tottenham Hotspur FC | Inglaterra | 1969 - 1986 |
| Oxford United FC     | Inglaterra | 1986 - 1987 |
| Brentford FC         | Inglaterra | 1987 - 1990 |

### Selección nacional
| Selección | País       | Año  |
| --------- | ---------- | ---- |
| Absoluta  | Inglaterra | 1982 |

## Estadística de equipo nacional
| Selección de fútbol de Inglaterra | Selección de fútbol de Inglaterra | Selección de fútbol de Inglaterra |
| Año                               | Partidos                          | Goles                             |
| --------------------------------- | --------------------------------- | --------------------------------- |
| 1982                              | 1                                 | 0                                 |
| Total                             | 1                                 | 0                                 |